# Plagodis gadmensis
Plagodis gadmensis är en fjärilsart som beskrevs av Rätz 1890. Plagodis gadmensis ingår i släktet Plagodis och familjen mätare. Inga underarter finns listade i Catalogue of Life.